# Zabití Jesseho Jamese zbabělcem Robertem Fordem
Zabití Jesseho Jamese zbabělcem Robertem Fordem (anglicky The Assassination of Jesse James by the Coward Robert Ford) je americký westernový film režiséra Andrewa Dominika z roku 2007 natočený podle stejnojmenné knihy Rona Hansena z roku 1983. Hlavní role ve filmu hrají Brad Pitt a Casey Affleck a jeho natáčení probíhalo z velké části v Kanadě, ale také v Utahu. Hudbu k filmu složil Nick Cave spolu s Warrenem Ellisem.

## Obsazení
| Brad Pitt          | Jesse James          |
| Casey Affleck      | Robert „Bob“ Ford    |
| Sam Shepard        | Frank James          |
| Jeremy Renner      | Wood Hite            |
| Sam Rockwell       | Charley Ford         |
| Paul Schneider     | Dick Liddle          |
| Garret Dillahunt   | Ed Miller            |
| Mary-Louise Parker | Zerelda „Zee“ James  |
| Zooey Deschanelová | Dorothy Evans        |
| Alison Elliott     | Martha Bolton        |
| Kailin See         | Sarah Hite           |
| Ted Levine         | James Timberlake     |
| James Carville     | Thomas T. Crittenden |
| Michael Parks      | Henry Craig          |
| Michael Copeman    | Ed O'Kelley          |
| Nick Cave          | Balladeer            |